# Frank Dancevic
Frank Russel Dancevic (Niagara Falls, 26 settembre 1984) è un allenatore di tennis ed ex tennista canadese.
Ha raggiunto la posizione nº 65 come miglior piazzamento in singolare il 10 settembre 2007, mentre è arrivato al numero 175 di doppio l'anno successivo.
In singolare è arrivato in finale negli ATP Tour di Indianapolis nel 2007 e Eastbourne nel 2009, battuto in entrambe le occasioni da Dmitrij Tursunov. In doppio ha raggiunto una finale ATP nel 2007.
Nel 2011 riesce a superare le qualificazioni ed accedere al tabellone principale di tutti e 4 i tornei del Grande Slam.
Nel 2019 diventa capitano non giocatore della squadra canadese di Coppa Davis e allenatore del suo connazionale Vasek Pospisil.
Nel gennaio 2020 gioca il suo ultimo match professionistico.

## Vita privata
Dancevic ha sposato la modella serba Nikolina Bojić.

## Statistiche

### Singolare

#### Finali perse (2)
| Legenda singolare               |
| Grande Slam (0)                 |
| ATP World Tour Finals (0)       |
| ATP World Tour Masters 1000 (0) |
| ATP World Tour 500 (0)          |
| ATP World Tour 250 (2)          |

| Numero | Data           | Torneo                                          | Superficie | Avversario in finale | Punteggio   |
| 1.     | 29 luglio 2007 | Indianapolis Tennis Championships, Indianapolis | Cemento    | Dmitrij Tursunov     | 4–6, 5–7    |
| 2.     | 20 giugno 2009 | AEGON International, Eastbourne                 | Erba       | Dmitrij Tursunov     | 3–6, 6(5)–7 |

### Doppio

#### Finali perse (1)
| Legenda singolare               |
| Grande Slam (0)                 |
| ATP World Tour Finals (0)       |
| ATP World Tour Masters 1000 (0) |
| ATP World Tour 500 (0)          |
| ATP World Tour 250 (1)          |

| Numero | Data            | Torneo                                 | Superficie | Compagno     | Avversario in finale         | Punteggio |
| 1.     | 1º ottobre 2007 | Japan Open Tennis Championships, Tokyo | Cemento    | Stephen Huss | Jordan Kerr Robert Lindstedt | 4–6, 4-6  |

### Tornei minori

#### Singolare

##### Finali perse (1)
| Legenda tornei minori |
| Challenger (1)        |
| Futures (0)           |

| Numero | Data          | Torneo                                     | Superficie | Avversario in finale | Punteggio           |
| 1.     | 22 marzo 2015 | Challenger Banque Nationale, Drummondville | Cemento    | John-Patrick Smith   | 7–6(9), 6(3)–7, 5-7 |